# Diskrétní graf

Diskrétní graf s 6 uzly

Diskrétní graf je matematický pojem z oboru teorie grafů označující takový graf, v němž žádné dva vrcholy nejsou spojené hranou.

## Definice
Graf {\displaystyle G=(V,E)\,\!} je diskrétní, pokud {\displaystyle E=\emptyset \,\!}.
Diskrétní graf o {\displaystyle n} vrcholech je obvykle označován symbolem {\displaystyle D_{n}\,\!}.

## Význam
Diskrétní graf je sám o sobě z pohledu teorie grafů poměrně nezajímavá struktura. Jeho význam (a důvod, proč jej vůbec definovat jako samostatný pojem) se projevuje ve chvíli, kdy uvažujeme o množině všech možných grafů na určité pevně dané množině vrcholů. V takovéto množině je diskrétní graf jejím nejmenším prvkem vzhledem k uspořádání relací "být podgrafem", tj. množina hran každého grafu je nadmnožinou množiny hran diskrétního grafu.
Od diskrétního grafu začínají mnohé grafové algoritmy – například Borůvkův hladový algoritmus pro hledání minimální kostry grafu.
Doplňkem diskrétního grafu je graf, který obsahuje všechny myslitelné hrany na dané množině vrcholů, tj. úplný graf.